# 葫芦山站
葫芦山站位于福建省南平市延平区太平镇，建于1959年。距来舟站55公里，距福州站139公里。现为五等站。客运办理旅客乘降，不办理行李包裹托运；货运办理整车货物发到。